# Franz Auf der Maur (Offizier)
Franz Carl Ludwig Auf der Maur (getauft 9. März 1806 in Schwyz; † 8. November 1847 in Tuggen) war ein Schweizer Offizier. Nach einer Karriere im  neapolitanischen Heer diente er im Sonderbundskrieg 1847 als Oberst der Schwyzer Truppen. In einer militärisch aussichtslosen Situation erschoss er sich noch vor dem Ausbruch der Kampfhandlungen und blieb das einzige Opfer des Kriegs im Bezirk March.

## Jugend und Söldnerkarriere
Auf der Maur wuchs in Schwyz als Sohn des Generals Louis Auf der Maur und der Anna Reding von Biberegg auf. Als Mitglied der Schwyzer Patrizierfamilie Auf der Maur gehörte er der «kleinen Kaste» der Innerschweizer Militärunternehmer-Familien an, die ihr Geld mit dem Militärdienst für fremde Herrscher verdienten.
Während sein Vater von 1816 bis 1821 als Kommandant des katholischen Schweizerregiments in den Niederlanden diente, begann Franz Auf der Maur seine Militärkarriere von 1817 bis 1819 als Fähnrich im selben Regiment. 1827 trat er den Dienst als Hauptmann im Solde des Königs Ferdinand II. von Neapel an. 1839 heiratete er in Baden die Ratsherrentochter Ludowika Vincentia Baldinger, mit der er zwei Kinder hatte.

## Sonderbundskrieg
Als in der Schweiz der Sonderbundskrieg auszubrechen drohte, erbat und erhielt Auf der Maur von König Ferdinand II. drei Monate Urlaub, um dem Ruf der Schwyzer Regierung zu folgen und ein Kommando in seiner Heimat auf der Seite der Sonderbundstruppen anzutreten. Dies tat er aus politischer Überzeugung, möglicherweise aber auch, wie sein Nachfahre Jost Auf der Maur vermutet, aus Eigeninteresse: Mit einem Sieg der liberalen, protestantischen Kantone drohte ein Ende des lukrativen Innerschweizer Söldnerwesens, was dann auch tatsächlich eintrat.
Zurück in der Heimat, erhielt Auf der Maur als 41-jähriger Oberst das Kommando über ein Landsturmbataillon in der March, wo er eine Grenzstellung in der Linthebene zwischen der Grynau und Reichenburg zu verteidigen hatte. Dem erfahrenen Offizier wurde rasch klar, dass seine Lage militärisch aussichtslos war: Er befehligte 580 schlecht ausgebildete und ausgerüstete Soldaten, die als Landsturm zu den am wenigsten kriegstauglichen Männern gehörten. Es fehlte an Verpflegung, Uniformen, Munition und Waffen: Viele Soldaten verfügten als «Knüttelmänner» nicht über Gewehre, sondern nur über archaische Hieb- und Stichwaffen. Isoliert am Ende einer Verteidigungslinie stand Auf der Maur einer ganzen Brigade der eidgenössischen Truppen gegenüber. Obendrein gehörten seine Vorgesetzten der mit den Auf der Maurs verfehdeten Familie Ab Yberg an, und auch seine unterstellten Offiziere, die Auf der Maur für unfähig hielt, verstanden sich nicht mit ihm.

## Tod
Unter dem Eindruck des sicheren Scheiterns verfinsterte sich das Gemüt des bei seiner Truppe beliebten, leutseligen Kommandanten. In der Nacht des 8. November 1847, kurz vor dem befürchteten Ausbruch der Kampfhandlungen mit den Truppen der Tagsatzung, erschoss sich Auf der Maur in seinem Zimmer im Wirtshaus «Rössli» in Tuggen.
Die Behörden des Sonderbunds verheimlichten die vom Lachener Amtsarzt Alois Ruhstaller in einem Obduktionsbericht dokumentierte Todesursache. Die katholisch-konservative Wochenzeitung Der Wahrheitsfreund druckte am 12. November eine frei erfundene Geschichte, wonach Auf der Maur von einem Bediensteten ermordet worden sei. Auch die liberale NZZ verbreitete später diese Fassung.
In den Tagen nach Auf der Maurs Tod rückten die eidgenössischen Truppen kampflos über Reichenburg nach Schübelbach vor, die Behörden in Lachen kapitulierten und Auf der Maurs Bataillon löste sich weitgehend selbst auf. Oberst Franz Auf der Maur war das einzige Opfer des Sonderbundskriegs in der March, der drei Wochen nach seinem Tod durch die Kapitulation des Sonderbunds ein Ende fand.